# Ottavia Penna Buscemi
Ottavia Penna Buscemi, née le 12 avril 1907 à  Caltagirone et morte le 2 décembre 1986 dans la même ville, est une femme politique italienne.

## Biographie

### Origines
Troisième fille de Francesco Penna, baron de Portosalvo, et d'Ines Crescimanno Maggiore, duchesse d'Albafiorita, elle passe sa jeunesse à Caltagirone où elle reçoit une éducation privée  puis étudie au collège de Poggio Imperiale (Toscane) et chez les sœurs de la Trinité des Monts à Rome. De retour en Sicile, elle épouse en 1933 le docteur Filippo Buscemi Galasso, directeur de la santé du convalescenziario di Santo Pietro puis de l'hôpital de Caltagirone dont il dirige le département d'obstétrique et de gynécologie. Le couple donne naissance à trois filles Maricò, Ines et Cristina.
Élevée dans la foi catholique par une famille proche du fondateur du Parti populaire, Luigi Sturzo, elle s'attaque aux privilèges et abus aristocratiques concourant à l'appauvrissement des paysans. 

### Une «mère constituante» qualunquiste
Candidate du Fronte dell'Uomo Qualunque fondé par Guglielmo Giannini, le 2 juin 1946, elle est une des 21 femmes élues à l'Assemblée constituante de la république italienne (appelées « madri costituenti »). Son élection surprise à Catane, dans une ville profondément démocrate chrétienne, contrarie Mario Scelba et la brouille temporairement avec sa mère, partisane de la DC.    
Avec Maria Federici, Nilde Iotti (PCI), Rita Montagnana (PCI), Lina Merlin et Teresa Noce, elle fait partie des cinq femmes  à rejoindre la « commission des 75 » chargée d'élaborer une nouvelle constitution présidée par Meuccio Ruini, mais est mise à l'écart des discussions par son engagement monarchiste et qualunquiste. Elle défend cependant l'article 3 de la Constitution qui instaure l'égalité entre les genres.Elle démissionne rapidement, n'occupant le poste que du 19 au 24 juillet 1946.   
Le 28 juin 1946, Ottavia Penna Buscemi est proposée par son parti au poste de chef d'État provisoire, elle est la première femme candidate à la plus haute fonction institutionnelle. Cette candidature, par ses prises de positions radicalement monarchistes (elle colle les timbres à l'envers sur ses courriers et affirme qu'élue, elle rappellerait le roi Humbert II en Italie), est vue comme une provocation pour la République naissante. Elle obtient 32 voix et le républicain Cipriano Facchinetti  42, contre 396 à Enrico De Nicola, élu
Le 15 novembre 1947, opposée au glissement de la monarchie vers la République porté par Giannini, elle quitte son parti avec d'autres parlementaires du mouvement pour former le groupe parlementaire l'Unione democratica nazionale et y reste jusqu'à la conclusion des travaux de l'Assemblée constituante le 31 janvier 1948.

### Engagements ultérieurs
Elle abandonne ensuite toute implication politique, déçue de la vie parlementaire et des compromissions qu'elle impose.
Elle crée avec le père Quinci, en 1948 à Caltagirone, l'association «La città dei ragazzi», dédiée à l'accueil et à l'insertion des jeunes sans ressources, selon une idée de Sturzo.
Toutefois, en 1953, elle se présente aux élections de Caltagirone dans les rangs du Parti national monarchiste, et devient conseillère municipale d'opposition jusqu'en 1958, alors que sa sœur, Carolina Penna Crescimanno, est maire de la ville de juin 1956 à février 1957.

### Hommages
Une association contre les violences faites aux femmes et pour leur implication en politique porte son nom. 
En 2008, la municipalité de Caltagirone a posé une plaque commémorative sur son lieu de naissance.